# John Matuszak
John Daniel Matuszak (* 25. Oktober 1950 in Milwaukee, Wisconsin; † 17. Juni 1989 in Hollywood, Kalifornien) war ein US-amerikanischer Football-Spieler und Schauspieler.

## Leben

### Jugend
Matuszak war der Sohn von Marvin und Audrey Matuszak. Er besuchte die University of Tampa, wo er aktiver American-Football-Spieler des Universitätsteams war.

### American Football
Bevor John Matuszak Schauspieler wurde, begann er eine Profikarriere im American Football. Er begann seine Karriere 1973 bei den Houston Oilers, spielte daraufhin von 1974 bis 1975 bei den Kansas City Chiefs und bis Karriereende von 1976 bis 1981 bei den Oakland Raiders. Nach zwei gewonnenen Super Bowls mit den Raiders trat er 1981 zurück. 1978 nahm er an dem Wettbewerb des World’s Strongest Man teil.
Seine Profikarriere wurde von wilden Partys und Drogenmissbrauch überschattet, so dass er im Nachhinein 2005 auf der Website der Sports Illustrated als einer der fünf Bad Boys der National Football League bezeichnet wurde.

### Schauspieler
Seine bekannteste Rolle als Schauspieler war Sloth in Die Goonies von 1985. Er spielte viele kleinere Rollen in Serien und Kinofilmen, wie Krieg der Eispiraten oder Das A-Team. Mit seiner Statur und Größe spielte er meist den bösen Gegenspieler des Helden oder, wie in Miami Vice, den gestörten Killer.
Seine Autobiographie Cruisin’ with the Tooz wurde von ihm 1987 veröffentlicht.

### Tod
John Matuszak starb 1989 im Alter von 38 Jahren in Hollywood an einem Herzinfarkt, für den seine Lebensweise und sein Missbrauch von Anabolika verantwortlich gemacht werden.

## Filmografie (Auswahl)
- 1979: Die Bullen von Dallas (North Dallas Forty)
- 1981: Caveman – Der aus der Höhle kam (Caveman)
- 1982: Trapper John, M.D. (Fernsehserie)
- 1982: M*A*S*H (Fernsehserie)
- 1984: Ein Duke kommt selten allein (The Dukes of Hazzard, Fernsehserie)
- 1984: Krieg der Eispiraten (The Ice Pirates)
- 1985: Hollywood Beat (Fernsehserie)
- 1985: Stir Crazy (Fernsehserie)
- 1985: Kommando Nr. 5 (Command 5, Fernsehfilm)
- 1985: Die Goonies (The Goonies)
- 1985: Ein Colt für alle Fälle (The Fall Guy, Fernsehserie)
- 1986: Amen (Fernsehserie)
- 1986: Das A-Team (The A-Team, Fernsehserie)
- 1986: Ein ganz verrückter Sommer (One Crazy Summer)
- 1986: Hunter (Fernsehserie)
- 1986: Charlie Barnett’s Terms of Enrollment
- 1987: The Charmings (Fernsehserie)
- 1987: Miami Vice (Fernsehserie)
- 1987: California Cops (1st & Ten, Fernsehserie)
- 1988: Aaron’s Way (Fernsehserie)
- 1988: Das Dreckige Dutzend Teil IV (The Dirty Dozen: The Fatal Mission, Fernsehfilm)
- 1989: Ein Grieche erobert Chicago (Perfect Strangers, Fernsehserie)
- 1989: The Princess and the Dwarf
- 1989: One Man Force
- 1989: Ghost Writer
- 1989: Superboy (Fernsehserie)
- 1990: Der Hollywood Clou (Down the Drain)